# 花冠白姑魚
花冠白姑魚為輻鰭魚綱鱸形目鱸亞目石首魚科白姑魚属的其中一種，分布於東南大西洋區，從安哥拉至南非海域，棲息深度可達100公尺，體長可達200公分，可做為食用魚及遊釣魚。